# Japansk tekeramik

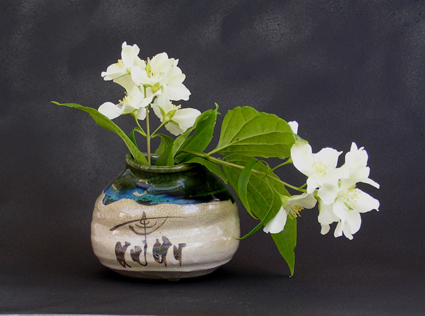
Grön Oribe vägghängd vas - hanaire.

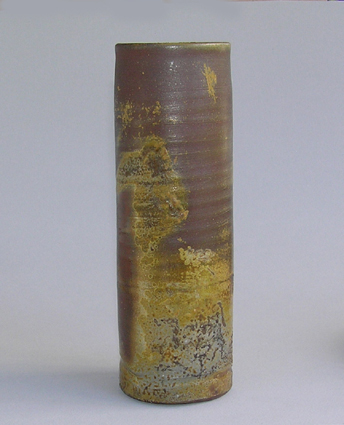
Bizen vas - hanaire.

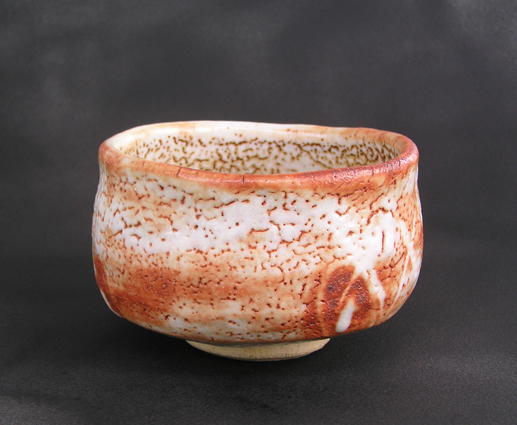
Shino teskål - chawan.

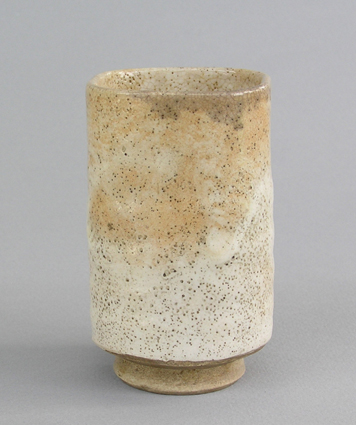
Shino matskål - mukosuke.

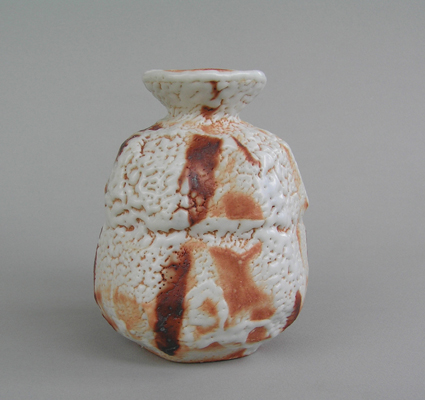
Shino sakeflaska - tokkuri.

Japansk tekeramik är keramik som huvudsakligen används i samband med att te serveras. Förutom dryckes- och förvaringskärl för te räknas även föremål hit som används vid den mindre måltid (kaiseki) som kan intas tillsammans med te eller vid en japansk teceremoni.

## Beskrivning
Tekeramik framställs över nästan hela Japan. Utseendemässigt skiljer sig keramiken tydligt åt i de olika geografiska områdena. Ursprungligen gick tillverkningen i arv inom familjen, vilket förekommer ännu i dag, och med arvet följde kunskapen att tillverka just släktens och ortens keramik. Under de sista 100 åren har emellertid skickliga keramiker lärt sig att tillverka flera av dessa olika keramiksorter. En av de mest framstående keramikerna är Shiro Tsujimura.

## Äldre historia

### Teet och keramiken kom från Kina
I Kina drack man te som medikament och på grund av dess smak redan på 600-700-talet, ofta med tillsats av ingefära och salt. En välutvecklad teceremoni med pulverte fanns på 1100-talet och en del av Kinas keramik hade då utvecklats inriktad på tedrickande.
Här tillverkades under Sung-perioden (960-1279) teskålar i brun Temmoku (Chien yao), i svagt grönaktiga Celadon-glasyrer (Lung-chuan yao) och den duvblå Chun yao med ibland violetta fläckar. Denna tekeramik importerades till Japan under beteckningen Karamono (kinesiska föremål). Temmoku omnämndes för första gången i Kina av Ko Ku Yau Lin så sent som 1388 "svarta i färgen och våtblanka med fläckar som harens gula päls och vanligen med utvikt brätte, kommande från Fukien".
Namnet Temmoku eller Tenmoku kommer från berget Tian-mu i Zheijang, på vilket fanns ett Zen-kloster.

### Japanska munkar studerar i Kina
Redan under Naraperioden (710-784) studerade japanska munkar Zen-buddism hos Chánsekten i Kina som hade vana att dricka te för att hålla sömnen borta under de långdragna andliga övningarna. Här kom japanerna i kontakt med teet som en stimulerande dryck. Teet dracks i tjockväggiga Temmokuskålar,  vilket till en del hindrade den höga tevärmen att spridas för snabbt till handflatorna. Ibland användes en speciell träställning som skålen passade i, Temmoku Dai. Det är från detta kloster som sedvänjan att dricka te sägs ha introducerats till Japan av munken Kukai under tidigt 800-tal. Tedrickandet i Japan höll sig inom hovaristokratin och klostren, eftersom tebladen var dyra på grund av den till en början begränsade importen och senare låga inhemska produktionen. Först på 1190-talet blev tedrickandet mer känt, då munken Eisai (1141–1215) återvänt till Kyoto från studier i Kina och publicerade en beskrivning om te. Eisais elev, Zen-prästen Dogen, återvände från sina Kinastudier 1227 och hade då med sig föremål nödvändiga för att tillaga och dricka te. Kato Shirozaemon Kagemasa hade följt med Dogen för att studerat keramik i södra Kina. Åter i Japan började Kato själv tillverka Temmoku i Seto-distriktet. 
I Japan delade man in de kinesiska Temmokuföremålen efter deras olika utseenden i glasyren.
- Taihisan: Djupbrun färg liknande sköldpaddsskal.
- Konsan: Otydliga röda harpälsstreck blandade med svart. Konisk form och liten fot (se bild Temmoku China Song).Temmoku China Song

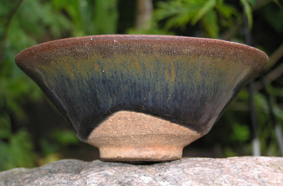
Temmoku China Song

- Yohen: Stora blå iridiserande fläckar på svart.
- Yuteki: Små silverfläckar täcker glasyren, så kallade ”oil spots”.
- Konoha: Har ett kiselhaltigt löv av hästkastanj fastbränt i glasyren på insidans botten.

Varianter av dessa Temmokuskålar kom senare att tillverkas i Japan. Den som mest liknade de kinesiska var Krysantemum Temmoku som gjordes i Seto i Owaridistriktet. I närliggande Shino gjordes den vita Shino Temmoku där två skålar är kända. Som med många olika tidiga tekeramiktyper, tillverkas dessa skålar även i dag i samma stil både i Kina och i Japan. Senare forskning och experiment av keramikern Sokei Aoyama har emellertid övertygat att den vita temmokun "Shiro Tenmoku" bör ha tillverkats i Onada, Tajimi.

## Japansk Temmoku
Från mitten av 1500-talet finns en vit inhemsk Temmoku omtalad i japanska skrifter. Den kallas "Vit Ise temmoku". Den ansågs tidigare ha tillverkats i Mino-distriktet under Momoyamaperioden (1573–1614), och betraktas ibland som en tidig Shino-keramik, men anses numera att ha tillverkats i Onada, Tajimi. Shino anses vara Japans första egna, mer allmänt förekommande glaserade tekeramik. Japanska Temmokuskålar från denna tid liknar till stor del de kinesiska i formen. Japansk vit tenmoku har dock en mycket lätt vinklad övre kant och därmed inte en helt jämn sfärisk sida. Den vita glaseringen har fina, delvis morrhårslånga krackeleringar som skiljer tenmokun från Shinoglasyren.
Begreppet Shino Temmoku omnämns första gången i Sen no Rikyus skrifter Dessutom beskrivs denna keramik  i ”Sojim” 1620, vilken är den första tryckta texten i Japan som behandlar te:
| ” | Det finns fyra sorters Temmoku teskålar, varav tre är kinesiska och en är japansk. De tre kinesiska är Murakaki, Sunakashi och Saru. Den japanska kallas Shino Temmoku | „ |

De två först kända vita Temmokuskålarna ägdes först av temästaren Takeno Joo och ärvdes därefter av shogunen Oda Nobunaga samt shogunen Toyotomi Hideyoshi och dennes systerson Hidetsuga. Den ena skålen övertogs därefter av Owari-grenen av Tokugawa-klanen. Den andra vita skålen vandrade inom Maeda-familjen i Kaga-provinsen. En tredje vit Temmokuskål upptäcktes för några år sedan i Kanagawa. Alla dessa tre skålar har en guldfärgad metallskoning i överkanten.
I Mino-distriktet brändes Old Seto i form av järnglaserade Temmoku-teskålar parallellt med gulglaserade Old Seto-teskålar och sakeflaskor. Formen och storleken på dessa skålar liknar påtagligt den klassiska kinesiska från Sung-perioden.
Sydost om staden Toki, vid Mizunamiflodens källflöden, låg ugnarna i Gonoki, Owari, Mizukami, Tanso och Mashizume. Där tillverkades flera olika typer av Temmokuskålar, skålar med Kiseto-glasyr (Ki = gul) och koppargröna dekorationer, helt gula och vita, Shino temmokuskålar, Seto Temmokuskålar, skålar täckta av brun järnglasyr på insidan och vit Shinoglasyr på utsidan och så vidare.
Under 1600- och 1700-talet tillverkades Temmokuföremål fortfarande i Mino vid ugnarna i Okaya, Ohira, Kujiri, Takane och Ofuke. Jenyns  har en detaljerad beskrivning på flera kända föremål med Temmokuglasyr som är gjorda under 1600-talet fram till 1813. Han påpekar svårigheten att skilja 1700-talets Temmoku i Mino från de som samtidigt tillverkades i Seto. Mino-keramiken såldes i Nagoya.

### Wabi-cha slår ut importen av kinesisk keramik
Den kinesiska importen av tekeramik fick sig en avgörande knäck i och med Wabi-cha, vilket var en helt ny inhemsk stil att dricka te, introducerad av Murata Shuko (1421–1502). För att tedrickandet skulle kunna få bredd i Japan utvecklades inom klostren ”den enkla mannens tedrickande”. De mest anspråkslösa risskålar man hittat i Korea studerades och deras enkla skönhet upphöjdes till norm. Tehusen byggdes med halmtak och i den stil många fattiga bönder bodde i ute på landet. Ingången var en låg port eller trång lucka som besökaren måste huka för, eller krypa igenom. Hans elever och efterföljare, teceremonimästarna Takeno Joo (1504–1555) och Sen no Rikju (1522–1591), utvecklade Wabi-stilen, vilket ledde till att beställningar av tekeramik riktades till inhemska keramiker, ofta med noga utförda beskrivningar på önskat utseendet. Detta hade stor betydelse för tillverkningen i Mino och Seto, liksom för brännugnarna här. Temmokuskålarna fick konkurrens av Svart Seto år 1550, Gul Seto 1580 och Furuta Oribes beställningar under 1600-talets början.

### Te kan nu drickas av medelklassen
När medelklassen i Japan började utvecklas i och med handelns och kulturens blomstring under Momoyama-perioden (1573–1614), så krävde det allt mer utbredda tedrickandet att även medelklassen hade god tillgång till glaserade kärl. Detta ledde först till att man importerade mer kinesisk keramik, framför allt Temmoku. Men importen var dyr och den ökade efterfrågan framkallade krav på en egen tillverkning. Förutom Temmokuskålarna som tillverkades i Seto, började man därför även använda kärl gjorda i Bizen och Shigaraki. De tidiga teceremonimästarna som Takeno-Joo tyckte mest om den egna keramiken och hans elev Sen no Rikyu drev hårt tesen att ”te skall alla kunna dricka i enkla skålar”. Han lät därför en taktegelslagare göra en enkel lågbränd teskål – den första Rakuskålen. Den accepterades av hans te-elev shogunen Toyotomi Hideyoshi, och därmed fanns möjligheten till en enkel, billig teskål för folket. Som alltid med mode, blev även dessa Rakuskålar så småningom dyra och högt eftertraktade av överklassen och samlare. Orsaken var en liten och strängt kontrollerad produktion som huvudsakligen riktade sig till hovet och adeln. Ännu i dag tillverkas Rakuskålar i samma familj i Kyoto av Kichizaemon Raku XV och hans son.
Från mitten av 1500-talet utvecklades en mer figural glasyr i Mino-distriktet. Här kan särskilt nämnas den modernt djärva Oribe-glasyren, skapad under brinnande inbördeskrig av generalen och teceremonimästaren Furuta Oribe. Oribe-glasyren för närmast tanken till vår moderna konst. Detta var samurajernas tid och det var deras liv och känsla som kring sekelskiftet 1600 gjorde den japanska keramiken djärvt tilltalande. Den tillknycklade formen och vackra glasyren, som ofta kontrasterande i starka färger, har behållit sin popularitet och görs fortfarande i dag. 
Sammanfattar man var tekeramik tillverkades vid mitten av 1500-talet ser man:
- I öster: Mino och Seto-föremål som glaserades.
- I Kyoto: Raku och dekorerad keramik.
- I väster: Koreansk keramik i Kyushu som ligger närmast Korea.

## Tekeramiken i Hagi
Först efter ”Keramik-krigen” mot Korea 1593 och 1597 och inflyttningen av koreanska keramiker till Japan, etablerades en stabil tekeramiktillverkning i Yamagushi-provinsen i västra Honshu. En av shogunen Toyotomi Hideyoshi's mest betrodde bundsförvanter Mori Terumoto, administrativ chef över de åtta västligaste provinserna i Honshu, hade fått förtroendet att ”förvalta” en av de viktigaste koreanska keramikerna, Yi Sukkwang, vilken omhändertagits under kriget 1593 och överförts till Japan. Efter att en kort tid arbetat i Osaka, flyttades han till Mori's landområden i väster. Yi var så framgångsrik i sitt arbete, att även hans yngre bror Yi Kyung överfördes till Japan under kriget 1597. Under det berömda slaget vid Sekigahara (1600) satsade Mori på fel sida, förlorade striden och flydde till Hagi. Här kom en rad viktiga ugnar att etableras, såväl inom slottet som på bergssluttningarna öster om staden, på floden Abus östra strandsluttning. Bröderna Yi drev tillsammans en ugn i Nakanokura i byn Matsumoto nära Hagi. Driften säkrades genom att de fick ta ved i närliggande skogar i bergen och regelbundet fick lön i form av ris till sina familjer och arbetare. Som skicklig temästare lät Mori bröderna gräva ut och restaurera den gamla Sonoseugnen i byn Fukawa. Familjemedlemmar och släktingar kom därefter att fram till i dag arbeta med keramiktillverkning i Hagiregionen. Alla Mori Terumotos generaler var tekännare liksom även Moris adoptivson Mori Hidemoto (1579-1650), vilken ledde högra armén under Koreakriget 1597. Hidemoto fick stor betydelse för Hagikeramikens blomstring dessa år genom att vara god vän med temästarna Sen no Rikyu och generalen Furuta Oribe, den senare med stor inflytande på Hagi keramiken.

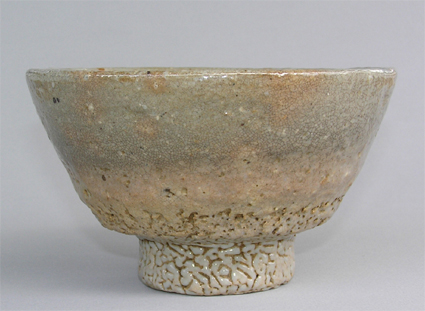
Korea Ido teskål - chawan med Kairagi

I och med Meijirestaurationen (1868–1912) upphörde utdelningen av lön från feodalfurstar till keramiker och andra konstnärer de understött och hantverkarna fick själva stå för alla kostnader. En svår tid uppstod för japansk keramik av högre klass. Det var först efter 2:a Världskriget som ett större intresse för japansk keramikkultur åter vaknade.

### Teknik

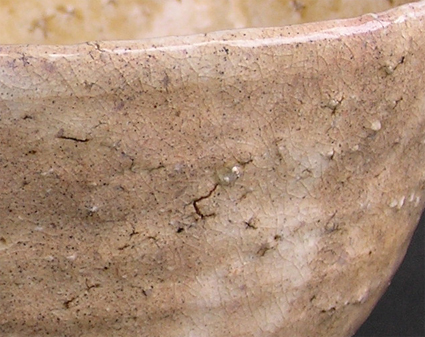
"Stone Bursts" på Hagi Ido chawan.

I Hagi används Noborigama-ugnar, eftersom det var de mest effektiva ugnarna som de koreanska invandrarna uppfunnit och använt i sitt hemland. De eldas med mycket finkluven tall. Keramiken bestod huvudsakligen av Obata-lera som bas. Det är en rödbränd lera med låg järnhalt. Till denna sattes en vit Daido-lera som innehöll större sandkorn och som bränd kom att likna den koreanska skärven. Daidoleran reserverades tidvis för hovets keramik, eftersom just bristningarna i keramikytan, när småstenen explosivt arbetade sig upp till ytan och spräckte leran i s.k. ”stone bursts” - ishihaze, blev älskad av tekännarna. Ännu i dag används Daidoleran. Drejskivan sparkas som i Korea.

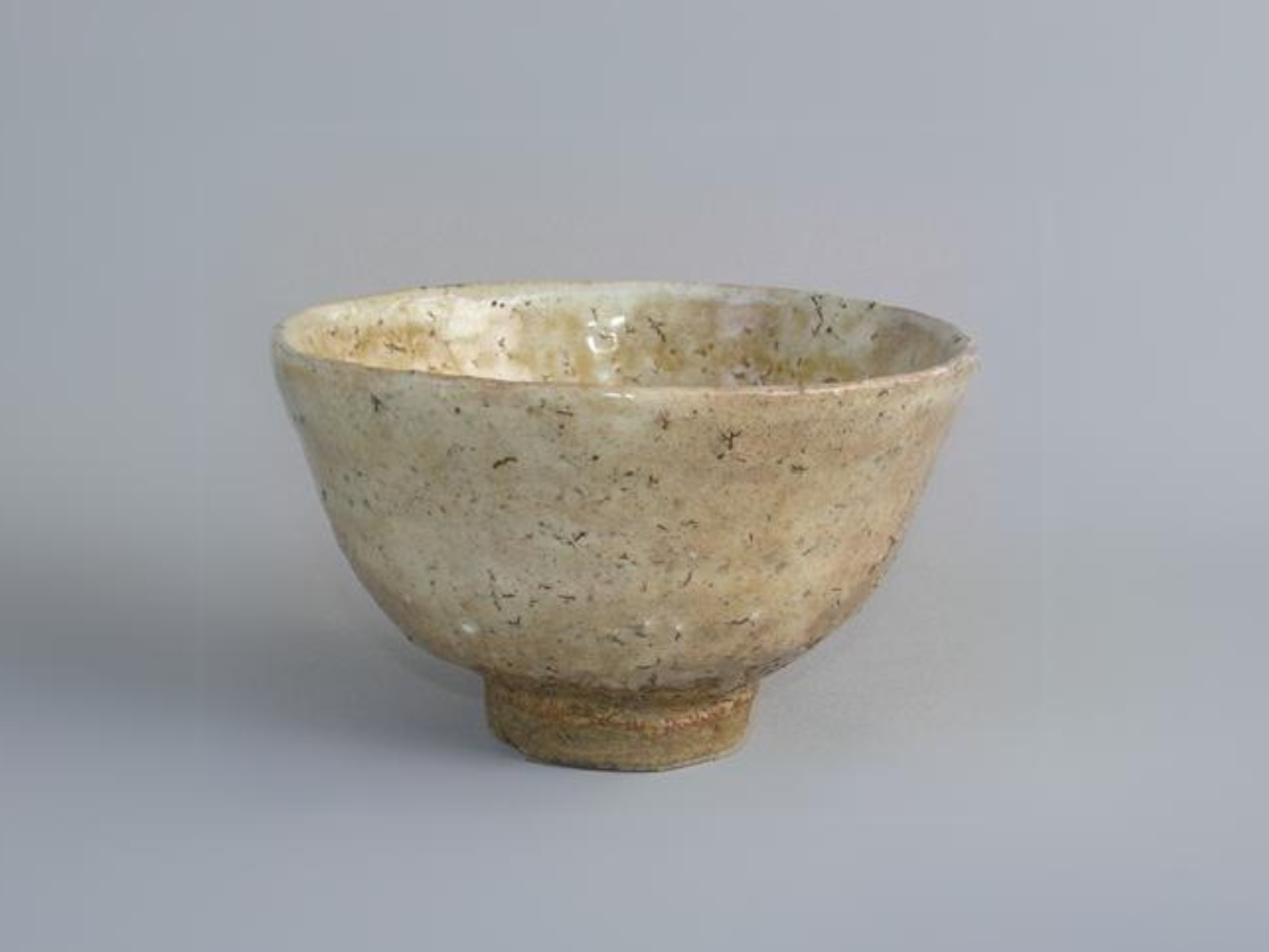
Hagi Ido teskål - chawan. Tamamura Shogetsu I.

### Hagiskålarna liknade de koreanska
Det som ursprungligen fångade tekännarnas intresse var de koreanska risskålarna. Med sin robusta charm passade de för ”Wabi cha”, den enkla människans tedrickande (se Sen no Rikyu) De hade ofta en mjukt, öppen form, en s.k. Ido-skål. Koreanska Ido-skålar har oftast något rakare sidor än den japanska Hagi-Ido skålen som ger ett något rundare intryck. En utmärkt beskrivning av hur de tidiga te-konnäsörerna tänkte, när de betraktade den enkla koreanska risskålen, eller andra föremål som passade in i Wabi-stilen, beskriver Soetsu Yanagi som även presenterar den berömda koreanska teskålen Kizaemon Ido från 1500-talet. Hur en enkel Idoformad risskål kan förändra en livsinriktning, beskrivs av Shiro Tsujimura, när han som ung klosterelev besökte en tekeramikutställning på 1960-talet. Besöket fick honom att helt ändra yrkesbana från måleri till keramik:
| ” | Jag kom fram till en Ido teskål som förmedlade en sådan storhet och själskraft, ändå så enkel, att det värmde mitt hjärta och jag tänkte: 'Det här är det'. Den tycktes innehålla allt det goda och dåliga i världen och ändå var den helt fridfull och upplevdes så starkt att jag för en lång stund stod alldeles hypnotiserad, helt frånvarande för omgivningen. | „ |

Hagikeramiken kan ha olika glasyrer: vit, svagt orange, svart, bärnstensfärg, gul eller celadongrön. Glasyren innehåller fältspat och träaska samt vid vit glasyr risstråaska. Både hos koreansk Ido och hos Hagi flyter inte alltid glasyren helt ut nere vid den bambu-nod formade foten, utan en intressant, oregelbundet veckad glasyryta med mellanliggande oglaserad skärv uppstår, kallad ”Kairagi”. Den kan liknas vid torkad bark på ett gammalt plommonträd. Efter en tids användning kommer teets beståndsdelar att ha trängt ut på skålens utsida under glasyren och orsakat intressanta färgförändringar.

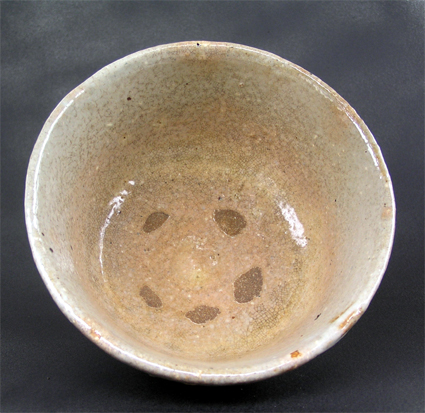
Korea Ido. Märken efter mellanlägg.

Några drag skiljer Hagiskålen från den klassiska koreanska. Den koreanska skålen har i regel en cirkel med oglaserade fläckar på insidans botten, orsakade av lerklickar som använts som mellanlägg i skålarna som travas vid bränningen. Detta saknar oftast Hagiskålen. Förutom de nämnda klassiska glasyrerna hos Ido-chawannerna ser man även i dag djärvt formade runda eller rektangulära Hagi-skålar med tjock vit risstråglasyr, ibland med en utpräglat utvikt mynning, kraftfull och snittad fot – wari-kodai och där grov sand blandats i leran, vilket gör ytan grov, s.k. demonisk Hagi - Oni Hagi. Jusetsu, Miwa (Kyusetsu XI) är den som lyckades att med djärvt nyskapande bryta den traditionella, funktionella Idoformen till den mer skulpturala Oni-Hagi formen. Han blev utnämnd till att bevara en “important intangible cultural propertiey".

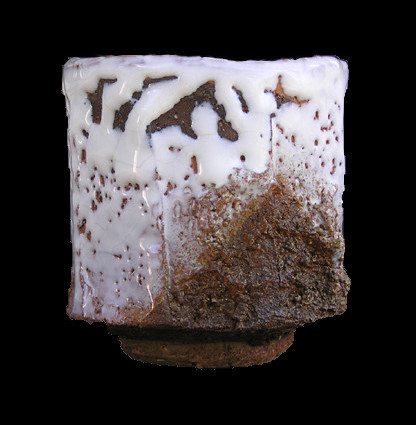
Demon Hagi. Oni-Hagi by Shibuya Deishi.

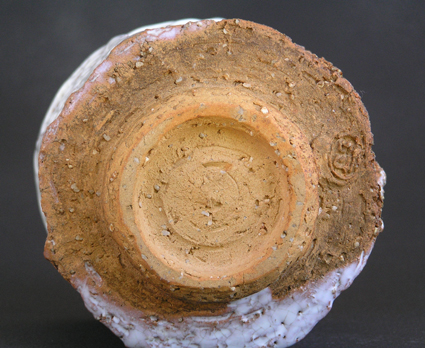
Hagi. Grova sandkorn i Oni-Hagi.

Konsten att göra vacker tekeramik går fortfarande i arv i Hagi-regionen. År 2004 var 108 keramiker aktiva och anslutna till Hagi Association of Ceramic Artists, varav 14 unga, 54 medelålders medan 40 keramiker var i 70-årsåldern eller äldre. Flera av de unga var kvinnor.

## Keramiken från Mino

### Influenserna
I Mino, runt staden Toki, som ligger norr om Nagoya, gjordes gul och svart Seto under slutet av 1500-talet. Ursprungligen trodde man att denna keramik gjordes i Seto. Utgrävningar har visat att så inte är fallet, men keramiken har fått behålla sitt namn. Man vet att det funnits keramisk verksamhet i Mino sedan 1200-talet. Ur tekeramiksynpunkt är tiden kring Momoyamaperioden och 1600-talets början mest intressant.  Liksom i övriga Japan var det välståndet i hovkretsar och daimyofamiljer samt intresset för wabi-stilen som fick tillverkningen av inhemska föremål att blomstra. Den ekonomiska utvecklingen tog fart i och med uppkomsten av autonoma lorder ute i provinserna. De lokala keramikerna fick frisk inspiration från invandrande koreaner och från det intresse som konstintresserad adel, temästare, stadsbor och köpmän visade,  genom att besöka dem ”på plats” och beställa teföremål.

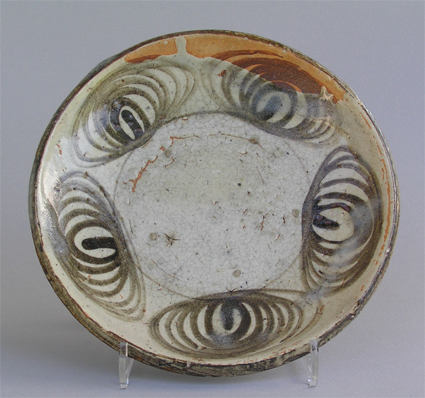
Hästögon-tallrik Seto 1700-1800.

Keramiker från Seto, där keramiktillverkningen avtagit sedan 1400-talet och i stort upphört kring år 1500, invandrade till Mino och lärde ut glaseringskonsten. Nio Seto-relaterade ugnar uppfördes söder om Tokifloden. Setokeramikerna hade omkring år 1500 förbättrat ugnskonstruktionen, från enkammarugnen ogama med en enda flamfördelande pelare i mitten, till sådana med multipla flam-entréer från eldstaden. Ett exempel var den hypermoderna ugnen vid Jorin-Ji som uppfördes strax norr om Toki med en sådan ”split bamboo” konstruktion, vilken gav en bättre värmefördelning i ugnen. Under Momoyamatiden fanns 56 ogamaugnar aktiva i Mino. Först kring början av 1600-talet kom den långa, korea-influerade, trappstegsformade flerkammarugnen – noborigama, att byggas. Denna gjorde det möjligt att bränna påtagligt fler föremål och vid olika bränntemperaturer under samma bränning, beroende på vilken kammare föremålen placerades i. Shinokeramik som behövde reduktion och högsta temperatur, placerades närmast eldstaden, bakom dessa ställdes sakéföremål och gul Seto. Stor erfarenhet krävdes vid eldningen av dessa stora ugnar, för att kopparglasyren inte skulle få för hög temperatur och förlora lyster samt bli röd i stället för grön.

### Gul Seto - Ki Seto
År 1932 och framåt ledde Kato Tokuro utgrävningar i Mutaboradalen och såg att gul Seto hade nått sin höjdpunkt i Kamashitaugnen. Gul Seto spreds sedan och tillverkades i flera närliggande ugnar. Förutom teskålar hittade man små fat, sakekoppar – guinomi, större fat och skålar. Föremålen är ganska tunna, har blominskriptioner som sedan mycket elegant fläckvis dekorerats med grön koppar- eller svart järnglasyr.

### Svart Seto - Seto Guro

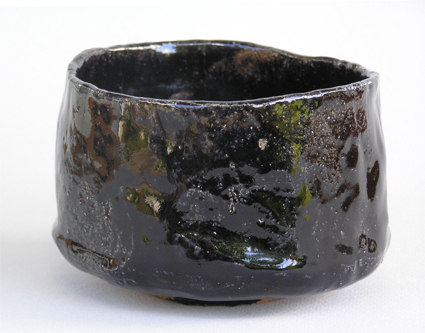
Hikidashi.

För att kunna bestämma temperaturen i de olika ugnskamrarna bedömde ugnmästaren eldens, keramikens och rökens färg. Dessutom placerades innanför varje liten eldningslucka, i varje kammare, ett antal provkroppar. Det kunde vara flata skärvor med hål i, vilka man vid önskad tidpunkt trädde en krok i och hämtade ut ur ugnen. För att vara helt säker, placerades även teskålar ut. Med dessa provskålar, som snabbt lyftes ut genom eldningsluckorna och fick svalna i luften - hikidashi, så kunde man studera glasyren på skålens alla sidor, den närmast elden och den i värmeskuggan. En glänsande svart yta erhölls – svart Seto ”Seto Guro”. Både formen och färgen på hikidashi-skålen inspirerade ungefär samtidigt de första Rakumästarna. Svart var en favoritfärg hos Sen no Rikyu och formen hos den från sidan låga cylindriska svarta Seton kopierades i Rakuskålen under de två första Rakugenerationerna  och förekommer även sporadiskt hos de efterföljande  ända fram till dagens mästare, Raku Kichiazemon XV. Inte bara den cylindriska formen förekom denna tid.
Provskålarna blev attraktiva hos tekännarna och kunde säljas. Därmed var Seto Guro chawannen född. Att en svart teskål även kunde användas som protestsymbol, ser man i gamla teceremoni-dagböcker skrivna av Kamiya Sotan - ”Sotan nikki” och Sen no Rikyu -”Rikyu hyakkaiki”, där Rikyu trotsar shogunen Toyotomi Hideyoshi, genom att använda en svart rakuskål under te-träningen med Hideyoshi som elev, en färg denne man hatade men som Rikyu älskade. Rikju var förutom temästare en av shogunens rådgivare och denna händelse tillsammans med Rikjus ovilja att Hideyoshi startade det första koreanska kriget, gjorde att shogunens dom blev hård. Rikju fick begå seppuko – med kort svärd för egen hand.

### Leran och glasyren
Kring Ogaya hittar man en röd lera som är grunden för den mjuka färgen hos Ki Seto, liksom för rostfärgen hos Shino-keramik. Glasyren innehåller Sabatsuchi-lera  från djupa järnrika sjöavlagringar.  Leran Oni-ita har ett högt manganinnehåll. En mangangruva har funnits på vägen till Ogaya. Shinoglasyren innehåller fältspat i motsats till Oribekeramiken som kort därefter började brännas i samma ugnar. Oribeglasyren är känd för sina gröna kopparytor och bruna järnmönster. Till Oribe användes lera av moxa-typ.
Vid ugnarna Yamanokami och Sengen gjordes de första dekorerade underglasyrerna i Japan, med järnpigment. Till en början var dekorationerna diffusa p.g.a. flussmedlet i glasyren, men blev snart tydligare genom att man stabiliserade den övertäckande vita glasyren med aska. Utvecklingen gick mot ren fältspatglasyr och vit Shino erhölls. När så småningom gul- och svart Seto minskade i efterfrågan, så ersattes de av Shino och Oribekeramik, tillverkade i samma område.

### Shino

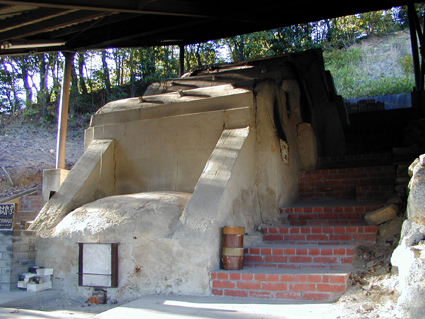
Noborigama Seto.

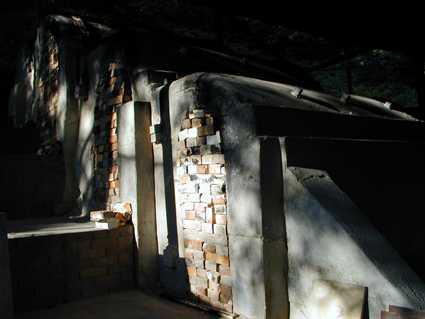
Noborigama Seto kammarentréer.

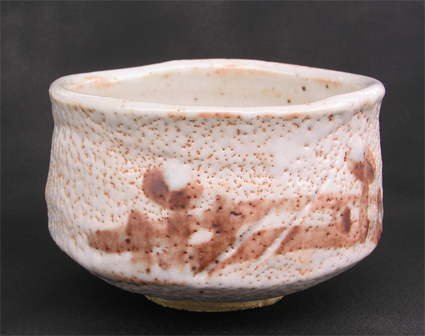
Shino teskål - chawan. Higushi Tozo.

Shinokeramiken blev den första vitglaserade keramik som tillverkades i Japan. Tillsammans med svart och gul Seto var detta även den första keramiken med en rent japansk form, även om den kinesiska inspirationen framträdde. Den kom först till genom ett samarbete mellan temästarna för tiden och keramikern Kato Kagenari som startat Kuguri-ugnen i Ogaya samt Kato Kagemitsu från Seto med sonen Kato Kagenobu som 1583 skötte en ugn i byn Kujiri. Kagenobu vistades en tid i Karatsu, där han studerade de koreanska flerkammarugnarna. Efter att ha återkommit till Mino byggde han en liknande ugn där (Motoyashiki) vilket förbättrade kvaliteten på hans keramik och han kan ha varit en av dem som upptäckte hur man gör vit Shinoglasyr.
Arakawa Toyozo's (1894-1985)) var en av de allra främsta keramikerna i vår tid. Våren 1930 upptäckte han en bambuskottsdekorerad Shino-skärva i Mutabora-ugnen i Ogaya, Mino och en  grå Shinoskärva i Kamashita-ugnen. Mutaboraugnen användes från 1593 och innehöll Shino skärvor, vilket därmed visade att denna typ av keramik inte tillverkats i Seto utan i Minodistriktet.

### Ugnar
Enligt Kuroda brändes de tidigaste Shinoföremålen i halvt nedgrävda ugnar, medan Faulkner & Imprey betonar ogaman som den typiska Shinougnen. Ogaman var inte nedgrävd, utan hade i stället ett utplanat golv upp längs bergssidan, med murade väggar ovanför marken som tillät entré till en kammare från sidan, i stället för genom eldstaden.

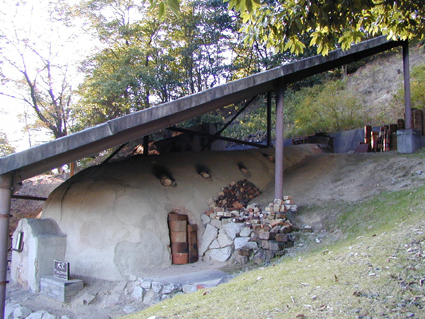
Ogama Seto.

 Bränning i den nedgrävda ugnen kunde med möda ge +1200C. Röd tall gav högst temperatur. Det var bränningen under denna första tid som gav den vackraste, mjukaste vita Shinoglasyren. Vid de lägre temperaturerna kunde även en fläckvis vacker rödaktig lyster uppstå - hi iro, vilken var mycket eftertraktad. Med mer effektiva flerkammarugnar försvann senare en del av denna tidiga charm, då underglasyrens dekorationer framträdde för starkt. Emellertid kom tekniken med dekorationer under den vita glasyren att utvecklas tack vare detta.

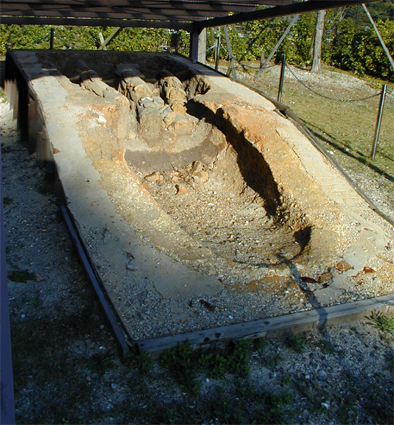
Anagama Seto.

Man anar de japanska keramikernas strävan efter att kunna kopiera det vita kinesiska porslinet och ser en parallell till hur vi i Europa under August den Starkes tid, tack vare Johann Friedrich Böttger (1682-1719), efter mycket besvär och lidande till slut lyckades framställa det vita Meissenporslinet år 1709.
Arakawa Toyozos (1894-1985) och rivalen Kato Tokuros (1897-1985) betydelse för det i dag utbredda intresset för Minos tekeramik är stor. Deras arbete ledde till arkeologiska utgrävningar av några av de gamla ugnarna i Mino, samt nybyggnad av ugnar i Toki och Seto. Båda specialiserade sig på teföremål – Arakawa med en lugnt återhållsam elegans i motsats till rivalen Katos kraftigt dynamiska keramik.

### Konststilar i Mino
De olika personer som starkast inverkade på Mino-keramiken konstnärliga utformning, var buddismens ledare i de olika klostren, adelsfamiljerna, kejsaren, keramikerna själva samt de olika temästarna under följande perioder: Murata Juko och Takeno Joo som introducerade wabi-stilen, Sen no Rikyu som utvecklade wabi och föredrog svart Seto och svart Raku (1573-1615), general Furuta Oribes häftiga samurai-liv som skapade Oribestilen (1596-1624) och Kobori Enshu som åter vände sig till Korea med keramikbeställningar (1615-1673). Konsten blommade inom alla områden i Japan och keramiken nådde sin höjdpunkt. Rikju gjorde liksom Oribe sannolikt egna utflykter till olika ugnar för formgivning och beställningar och köpmän reste kors och tvärs mellan Kyoto, Mino, Osaka och Edo (Tokyo). Någon gång mellan 1573 och 1591 bör Kato Kagenari ha börjat göra svarta Seto-skålar i sin Kuguri-ugn.
En skål med oregelbunden skoform  – Kutsu-gata skall enligt en skrift från 1600-talet ha importerats från södra Asien. Det är en tillknycklad, vitglaserad skål som ägdes av temästaren Shino Soshin (1444-1523).Något senare, år 1550 hittar man svart Seto med hästskoform. Formen på sådana teskålar förknippas senare med general Furuta Oribes formgivning kring år 1600, men kan alltså ha tidigare anor. Skålens vita glasyr kom därefter att imiteras i Owari provinsen i Japan och blev så småningom vit Shino.
Vit Shinoglasyr är mycket finmalen väl ursköljd fältspat med tillsats av en aning kiselsyra (Kato Tokuro 1898-1985). Till fältspat sattes aska, lera och litet salt (Kato Takuo 1917-2005). Glasyren lades på tjockt. De första åren gav det naturliga askregnet i ogamaugnen vackra accenter till det vita. Senare lades aska på glasyren för hand. Fältspatkvaliteten växlade mellan olika trakter.  Kuroda beskriver den vita Shinon som:
”den första snön för året, eller de sista spåren av vinterns snö, som de varma vårvindarna smälter under det uguisus första sång hörs. Shinons vita yta är mjuk som ett modersbröst, och återkallar barndomens minnen.”

Redan tidigt fick Shinoglasyren sitt typiska tätporiga utseende som har liknats vid ytan på ett apelsinskal.

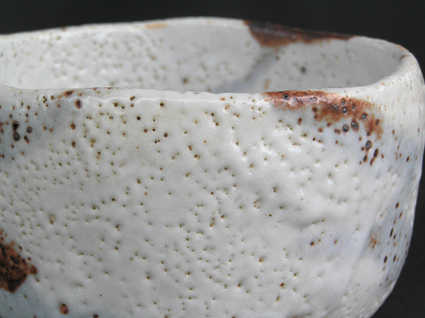
Apelsinskalsyta Shino teskål.

### Oribe - samuraiens keramik
Uttrycket Oribekeramik kan ha litet olika meningar. Det kan vara den keramik som generalen Furuta Oribe (1544-1615) föredrog att använda under sitt liv, vilket då inbegriper även Shino samt svart och gul Seto. Det kan också vara den keramik som Oribe formgav och lät tillverka under sina år som temästare runt år 1600, eller innefatta även den keramik som gjorts fram till i dag i hans stil. 
Oribe var trotjänare och hög militär till tre olika shoguner under Japans turbulenta år av inre strider, fram till och strax efter det att landet blev enat. Han tjänade Oda Nobunaga (1534-1582), var rådigvare och de sista åren temästare till Toyotomi Hideyoshi (1536-1598) och till Tokugawa Ieyasu (1542-1616). Han var lärare i tekonsten – chanoyu till Tokugavashogunen Hidetada 1610. 
Oribe gjorde flera förtjänstfulla insatser som general under många års stridigheter, även vid det omtalade slaget vid Sekigahara år 1600 och fick som betalning vid tre tillfällen stora landområden i nuvarande Kyoto.
Vid 58 års ålder, sju år efter Sen no Rikjus bortgång 1591, drog han sig för en tid tillbaka till sitt residens i Fushimi och ägnade sig åt teceremonin. Åter i stridsmundering 1614, vid 70 års ålder, stred han med Tokugawa Ieyasu mot resterna av Toyotomis styrkor. Samtidigt tjänstgjorde hans yngste son Kuhashiro som betjänt vid motståndaren Toyotomi Hideyoris hov. Sonen blev under stridigheterna misstänkt för spioneri, något som skuldmässigt spillde över både på Furuta Oribe själv samt på hans äldste son, Shigehiro. Båda blev därför tvungna att begå seppuko. Cirkeln slöts därmed kring två viktiga temästare. Furuta Oribe hade några år tidigare stått på stranden av floden Yodo och tagit farväl av vännen Sen no Rikyu, när denne forslades hem efter att ha fått sin dom, för att begå självmord våren 1591.

### Oribestilen
Oribes lärare Sen no Rikyu hade som den tredje i raden av temästare utvecklat wabi-testilen, en introvert testil som skulle avnjutas stilla i en enkel stråhydda, gärna med en sliten risskål från Korea eller senare en svart Rakuskål. Generalen Furuta Oribes liv var ju samuraiens, tvärt emot den Zenbuddist-vigde Rikjus, vilket gjorde att Oribes keramik och konststil var energiskt expansiv, robust, rå, förvridet fri i formen och färgstark. Han följde Rikjus råd under lärotiden hos honom att inför teet ha ett ”Öppet sinne och skapande uppfinningsrikedom”. Från 1591 kunde Oribe till stor del ägna sig åt att utveckla sin keramiska stil. Detta sammanfaller med den tid vid vilken Oribekeramiken hittas i ugnarna, vilket tyder på en stark personlig påverkan mellan personen Oribe och keramiker i Mino. Efter Rikjus död 1591 blev Oribe den ledande temästaren. Han var Toyotomi Hideyoshis terådgivare 1598 och blev telärare till Tokugawashogunen Hidetada 1610.

### Grön Oribe – ao Oribe

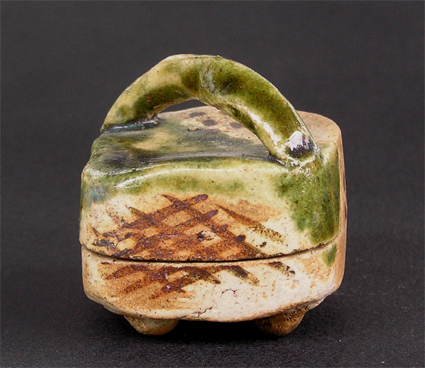
Doftdosa - kogo. Oribe 4,5 cm.

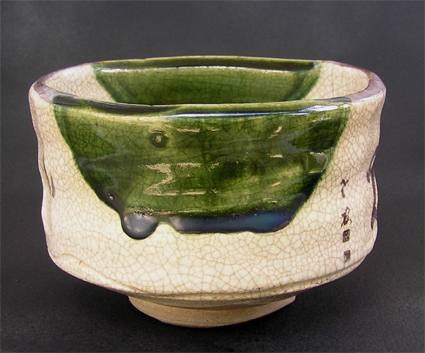
Grön Oribe teskål - chawan.

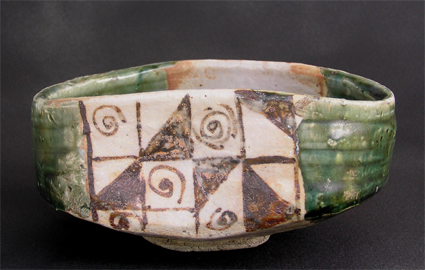
Grön Oribe. Skoformad. Waraya II.

Föremålet är delvis täckt av grön kopparglasyr och på övriga ytor förekommer dekorationer i mörkbrun järnglasyr. Teskålar fick ibland en gardin – maku - av grön koppar som fick rinna ner längs halva sidan. Längst ned bildades ofta tjocka droppar som skimrade i blått – nagare (bild Grön Oribe teskål). Keramikern kunde skickligt upprepa proceduren även på motstående sida. Om man då betraktade skålen en aning uppifrån från ena sidan, med cirka 1 cm av bortre kanten synlig, och sakta välter skålen mot sig, så harmonierar gardinen på närmaste utsida med bortre insidan. Vände man sedan skålen 180 grader, upprepas bilden, men i en annan geometrisk form.

### Marmoriserad Oribe – narumi Oribe
Här användes röd och vit lera som placerades i lager och som därefter kunde drejas på ett i dag okänt sätt. Skärven glaserades med grön, svart och vit glasyr. Man behövde en ingående kunskap om de båda lersorterna, för att de skulle få samma krympmån på ca 20 % vid bränningen.

### Oribe Svart – Oribe guro
Täcktes helt med svart glasyr och lyftes direkt ur ugnen för att svalna, hikidashi. Jämförbar med  Svart Shino. Det vanligaste föremålet var skoformade teskålar - Kutsugata.

### Svart Oribe – guro Oribe

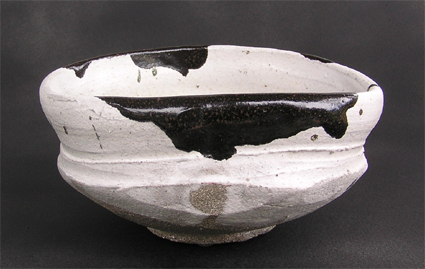
Svart Oribe teskål. Tsujimura Shiro.

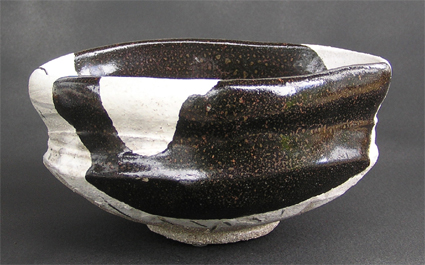
Svart Oribe, andra sidan. Tsujimura Shiro.

Här täcktes bara en del av ytan med svart glasyr. Övriga ytor vitglaserade. Dekorationer som grön Oribe.

### Shino Oribe
Denna typ liknar till en del den tidiga vita Shinon, men har modellerats med tunnare gods och har inte bränts i ogamaugn utan i noborigama. Den högre temperaturen i den effektivare noborigaman orsakade en tunnare glasyr och inga rödaktiga flameffekter.

### Dekorerad Oribe – e Oribe
En Shino Oribe som dekorerats med järnglasyr.

### Motoyashikiugnen
Den äldsta ugnen som tillverkat Oribekeramik var Motoyashiki i Kujiri. De elegantaste föremålen både vad gäller form och den tunna linjeföringen i dekorationerna, finner man i ugnen Yashichida i Ogaya.
Under 1900-talets första hälft gjorde Kato Hajime (1900-1968) utgrävningar av Motoyashikiugnen. Han fann att denna noborigama i Mino, i centrala delen av Japan, hade precis samma konstruktion som ugnen Handogama i Karatsu som ligger i Kyushu, längst väster ut närmast Korea. De bestod av 13 kammare, alla av samma storlek. Eldstaden var 2x2 meter och ugnens uppåtlutning var 30 cm på 3 meter. Väggarna bestod av huggna granitblock som på insidan var klädda med ett tjockt lerlager. Studerar man föremålen brända i dessa ugnar, så saknar de helt askföroreningar i glasyren, vilket gör att man misstänker att de bränts i mufflar.

## Bizen - tekeramik och aska
I motsats till glaseringen i Minodistriktet, där hela föremålet doppas ner i glasyren, så görs oglaserad keramik i Bizen, men även i Shigaraki, Tokoname, Iga och Tamba. På de oglaserade ytorna kan sedan lokala intressanta glasyrfläckar uppstå naturligt under bränningen eller placeras avsiktligt. Det är kontrasterna mellan den oglaserade skärvens struktur och återhållsamma färgvaritioner och de områden där asknedfall har skett och smält ut i olika grader, som ger dessa keramiktyper en charm.
Bizenkeramik tillverkas i Imberegionen vilken ligger väster om Kobe, nära den japanska innanhavssjön. Här fanns exporthamnen Katakami, med sjöväg till Osakaregionen. I Imbe har man gjort keramik sedan 1000-talet, men tekeramiken började tillverkas först på 1400-talet, i och med att tedrickandet blev etablerat i Japan. 1450 rekommenderade temästaren Shuko att Bizenkeramik härefter kunde användas vid teceremonier, vilket alla efterföljare tog fasta på, såsom Sen no Rikyu, vilken ägde flera Bizenföremål, bl.a. Yabure-Oke – Det spruckna ämbaret, en färskvattenbehållare.
Omkring 1582 besökte Toyotomi  Hideyoshi  Bizen och diskuterade teföremål och framställning. Området fick som motprestation löftet att vara befriat från militär aktivitet och fick skogsområden att använda för eldning av ugnarna. Under Tokugawatiden (1603-1867) sköttes 27 ugnar av 46 familjer.  Denna tid var de mest framstående 6 familjerna: Mori, Kimura, Kaneshige, Tongu, Terami och Oae, varav de tre första är aktiva ännu i dag. Morifamiljen var överhuvud – iemoto - över dessa 6 familjer, med överansvaret för alla befintliga ugnar. Ugnar fick bara ärvas inom och mellan dessa familjer För varje ugn fanns en ansvarig - kamashokunin. Höjdpunkten för keramiktillverkningen i Bizen var 1760-1880.

### Föremål
Ursprungligen gjordes aldrig teskålar i Bizen, men däremot djurfigurer, vaser, tebehållare, vattenbehållare och fat. En Bizenskål drejas ofta mycket tunn och symmetrisk samt har en jämnbrun oglaserad yta. Därför krävs en askglasyr som ger fläckar och färgvariationer, ett landskap – keshiki - för att ge en estetisk upplevelse till betraktaren. Även i Bizen orsakade Meijirestaurationen en nedgång och fortsatta keramiktillverkningen inriktades på taktegel och avloppsrör. År 1927 lyckades Kaneshige Toyo återuptäcka en del av den gamla bränningskonsten från Momoyamatiens Bizenkeramik. Detta ledde till ett uppvaknat intresse i regionen och flera keramiker började göra tekeramik.  Sedan mitten av 1900-talet gör de flesta Bizenkeramikern tekeramik och många även teskålar.

### Leran
Bizenleran skördas för hand och kommer från byn Iso no Kami, ½ mil från Imbe. Den innehåller minst 3 % järn och är mycket plastisk p.g.a rikhaltigt organiskt innehåll. Denna lera blandas med en lokal grå lera rik på kisel.Föremålen deformeras lätt genom det höga järninnehållet och bränntemperaturen får därför övervakas noga. Oglaserad är skärven rödbrun till grå. Bizenkeramikern Fujiwara Yu låter medhjälpare finsortera sin lera i 5 olika kvaliteter. Varje lerklick knådas ut för hand mellan tummar och pekfingrar, så att allt oönskat innehåll kan avlägsnas. Leran får därefter mogna i 5 år. Familjen Kaneshige använder lera som förfäderna skördat för 25-30 år sedan. Föremålen blir tunga beroende på lerans fina struktur. Gammal Bizen – Ko-Bizen - uppvisar i regel en slät yta, kanske delvis täckt av en blank saltglasyr, eftersom man eldade med salthaltig tång från havet. På några av dem, från Momoyamatiden och framåt, kan man finna följande strukturella förändringar på den släta skärvytan, vilka sedan länge varit omtyckta och eftertraktade av tekännare:
- Sangiri: Föremål som placerats nära eldstaden, i första kammaren, kommer att utsättas för kraftigt asknedfall. I närheten av dessa askbelagda ytor uppstår gråblå ytor omväxlande med mörka bruna fläckar. Dessa uppstår lättast vid en långsam och kraftig reduktion.Bizen tokkuri med landskap.

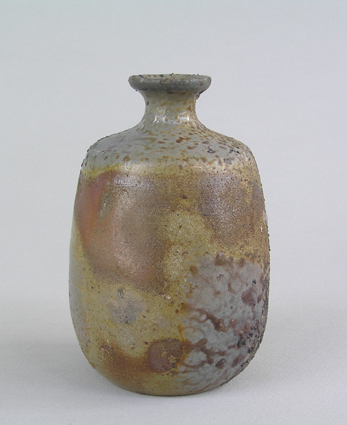
Bizen tokkuri med landskap.

- Ao-Bizen: Fläckar med en fin gråblå glasyr som i motsats till sangiri är storfläckig.
- Bota mochi: Ljusröda runda till ovala fläckar, ofta omgivna av en violett, brunaktig eller svart kant. Keramiker såg redan tidigt att ytor som varit skyddade mot direkt låga, brändes till skärvens naturliga ljusröda färg. På de allra äldsta faten uppstod detta när lerkuddar sattes mellan staplade fat och lossnade efter bränningen. I dag erhålls samma effekt om keramikern placerar lerklickar på utvalda ytor. Dessa faller loss efter bränningen och blottar den ljusröda skärven.Bizen sakeflaska - tokkuri.

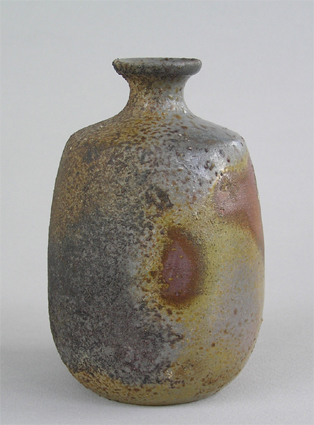
Bizen sakeflaska - tokkuri.

- Higawari eller Yohen: När elden träffar vissa ytor under växlingen mellan oxidation och reduktion uppstår vindlande spår med olika färgstyrka.
- Hidasuki: ”Eldspår av rep”. På ljus skärv uppstår tegelröda strimmor efter snören eller saltindränkta risstrån som sats på före bränningen. Ursprungligen uppstod dessa spår efter risstrån som användes som embalage eller mellanlägg mellan föremålen.
- Goma-gusuri: Betyder ”sesamfrön” och betecknar de små osmälta korn I olika färger som uppstår när askan ibland lägger sig i tjocka lager och ibland som enskilda korn i den utsmälta glasyren. Olika färger och former förekommer på dessa sesamfrön: ao-goma:blå, cha goma:tefärgade, ki goma:gula, mijin goma:söndermalda, tama dare goma:runda, tare goma: trådliknande.[77]

### Ugnarna
Under Momoyamaperioden användes ogama och senare noborigamaugnar.  Från denna tid finns i texter omtalat att en stor enkammarugn, ogama, byggdes i Imbe. Den var 40 meter lång, 5 meter bred och eldades i 60 dygn. Varje keramiker betalade för den plats han behövde för sina föremål. Ugnen fungerade till 1832, då man i stället byggde flera mindre ugnar på 20 meters längd och 4 meter breda. Dessa behövde bara eldas i 13 dagar. De flesta ugnarna låg vid foten av berget Kumayama.

### Bizenkeramiken återupptäcks

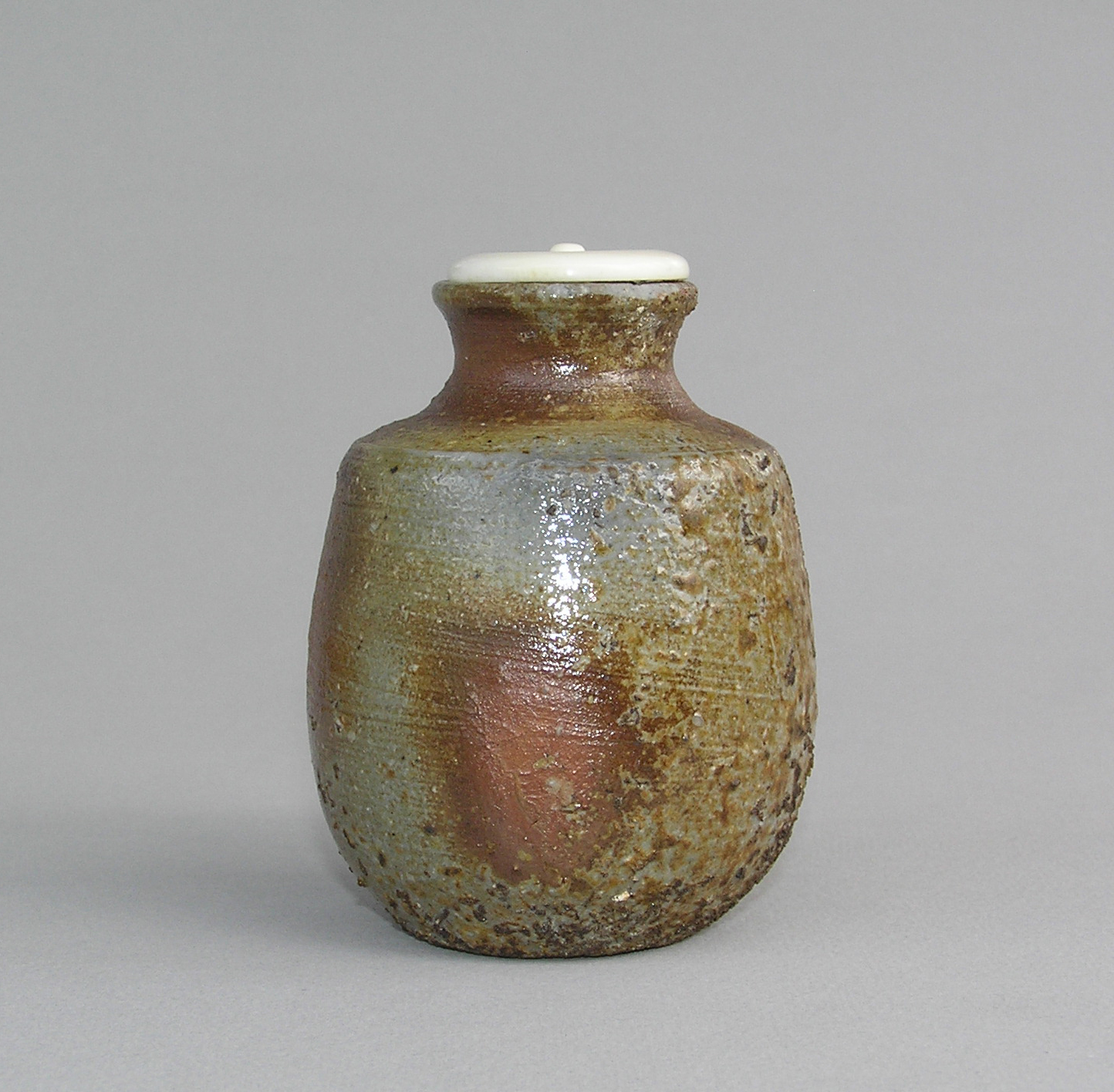
Bizen tedosa - chaire. Kaneshige Toyo.

Familjen Kaneshige har gjort keramik sedan 1500-talet. Under 1900-talets början framställde de skulpturer i Bizenkeramik. Sonen Kaneshige Toyo (1896-1967) sökte ett nytt intresseområde och studerade den gamla Momoyamastilen (1568-1615) som familjen en gång arbetat med. År 1927 hade han i sin egen ugn lyckats återfå de blå fläckar – sangiri - som var en av de typiska kännetecknen för gamla Bizenföremål -  Ko-Bizen  (1568 – mitten av 1700-talet). Till hjälp hade han snart brodern Kaneshige Sozan. Omkring 1930 hade han även lyckats få fram den gamla färgen på den brända leran – tsuchi-aji. Han hade nu tillräckligt med detaljer, för att kunna ge sin Bizen ett landskap – keshiki - som varierade tillräckligt, för att tekännarna skulle betrakta deras föremål som något eftertraktat som påminde om Momoyamaepoken. Omkring mitten av 1900-talet ökade intresset för tekeramik i Ko-Bizen stil och i dag arbetar de flesta Bizenkeramiker med detta. Kaneshige Toyo's forskning ledde till att han 1956 blev utnämnd till att bevara en “Important Intangible Cultural Propertiey".
För att kunna fortsätta studier i gammal Bizen har Mori Togaku (1937) i modern tid byggt en 52 meter lång och 2,4 m bred ogama, vilken kräver eldning under 60 dagar. Emellertid har en brist på tallved och de ökade kraven på renare luft gjort att man söker sig till gas- och eldrivna ugnar. Kaneshige Soza har 1965 lyckats framställa Bizen med hidasuki i en eldriven ugn.

## Svensk keramikforskning i Kina
Svenskar har bedrivit ingående forskningsinsatser i Kina, som Jan Wirgin och Nils Palmgren som 1935–1936 har studerat Temmoku på plats. Walter Steger och Nils Sundius har senare i detalj kunnat visa keramikens kristallstruktur och de bränntemperaturer som förekom i de olika distrikten. Föremål och framför allt en stor samling skärvor från dessa studier kan studeras på Östasiatiska Museet i Stockholm.